# مکتب مگارایی
مکتب مگارایی، (به انگلیسی: Megarian school) مکتبی فلسفی و یکی از جنبش‌های علمی است که پیش از ارسطو پدید آمده که در اوائل قرن ۴ پیش از میلاد در یونان توسط اقلیدس مگارایی بنا نهاده شده‌است. اقلیدس یک شهروند شهر مگارا و معاصر با افلاطون بوده‌است. اعضای این مکتب به صورتی به فلسفه الئایی اعتقادداشته‌اند. اهمیت آن بخاطر نقدش بر ارسطو و تأثیرش بر منطق رواقی است.
در نوشته‌های ارسطو مواجهاتی با اعتقادات آنان را می‌توان یافت. آنان نخستین کسانی بودند که اصول منطقی را، برخلاف منطق ارسطویی، برمبنای قضیه یا گزاره مطرح کردند. منطق گزاره ای منطقی است که در آن اندیشه اصلی «گزاره» یا «قضیه» به منزله یک واحد است و نه «حد» که از اجزاء گزاره در نظر گرفته می‌شود. یکی از اعضای مکتب مگارایی، استیلپون، دیدگاه آنتیستنس را داشت؛ یعنی معتقد بود که حمل یا اسناد محال است. یکی دیگر از مگاراییان، ائوبولیدس، به پارادوکس‌های منطقی علاقه داشت. بسیاری از پارادوکسهایی که او طرح کرده بود پیش پا افتاده‌اند، اما دو نمونه از آن‌ها نسبتاً مهم اند: یکی پارادوکس دروغگو و دیگری پارادوکس کپّه. به هر روی چنین منطقی پی ریزی شد و رواقیون پس از ارسطو این منطق را برگرفتند. رواقیون و به ویژه زنون و کریسیبوس بر منطق ارسطو مباحثی چون مبحث معرفت و مبحث قیاس‌های شرطی متصل و منفصل را افزوده ند. چون رواقیون برای منطق دو قسمت جدل و خطابه قائل شده بودند، به تبعیت از همین اصطلاح علم منطق نیز در آن هنگام (قرن ششم میلادی) «جدل» خوانده می‌شد. بنا به گفته برخی، کلمه منطق را رواقیون بر این علم نهادند و پیش از ایشان به منطق «ارغنون» یعنی آلت می‌گفتند. از ویژگی‌های این منطق استدلال‌های شرطی یا قیاس‌های استثنایی است.